# Innenministerium der Vereinigten Staaten
Das Innenministerium der Vereinigten Staaten (amtl. United States Department of the Interior) ist in den Vereinigten Staaten von Amerika eine Behörde der Bundesregierung mit Kabinettsrang, die sich mit der Verwaltung und dem Schutz des gesamten bundeseigenen Landes beschäftigt. Daneben ist sie für die Nationalparks, die Angelegenheiten der Native Americans sowie für die gesamten geographischen und geologischen Erkundungen und Erfassungen zuständig.
Das Aufgabenspektrum ist somit im Vergleich zu den ähnlich benannten Innenministerien in vielen anderen Ländern, die oft für die Innere Sicherheit zuständig sind, ein wesentlich anderes. Diese Funktionen werden in den Vereinigten Staaten insbesondere vom Justizministerium (z. B. Bundespolizei) und dem Ministerium für Innere Sicherheit (z. B. Grenzschutz) ausgeführt (siehe Polizei in den Vereinigten Staaten).
Das Innenministerium wird durch den Secretary of the Interior geleitet. Gewöhnlich wird ein Politiker aus dem Westen der Vereinigten Staaten zum Innenminister ernannt, da ein Großteil der vom Bund verwalteten Gebiete dort liegt. Nur Rogers Morton (1971–1975) war der einzige Innenminister seit 1949, der von östlich des Mississippis stammt. Mit Deb Haaland wurde 2021 die erste indigene Innenministerin berufen.

## Unterstellte Behörden
Die folgenden Behörden sind dem Innenministerium direkt unterstellt:
- Bureau of Indian Affairs (BIA)
- Bureau of Indian Education (BIE)
- Bureau of Land Management (BLM)
- Bureau of Ocean Energy Management (BOEM)
- Bureau of Reclamation
- Bureau of Safety and Environmental Enforcement (BSEE)
- Office of Insular Affairs (OIA)
- Office of Natural Resources Revenue (ONRR)
- Office of Surface Mining Reclamation and Enforcement (OSMRE)
- United States Geological Survey (USGS)
- United States Fish and Wildlife Service (USFWS)
- National Indian Gaming Commission (NIGC)

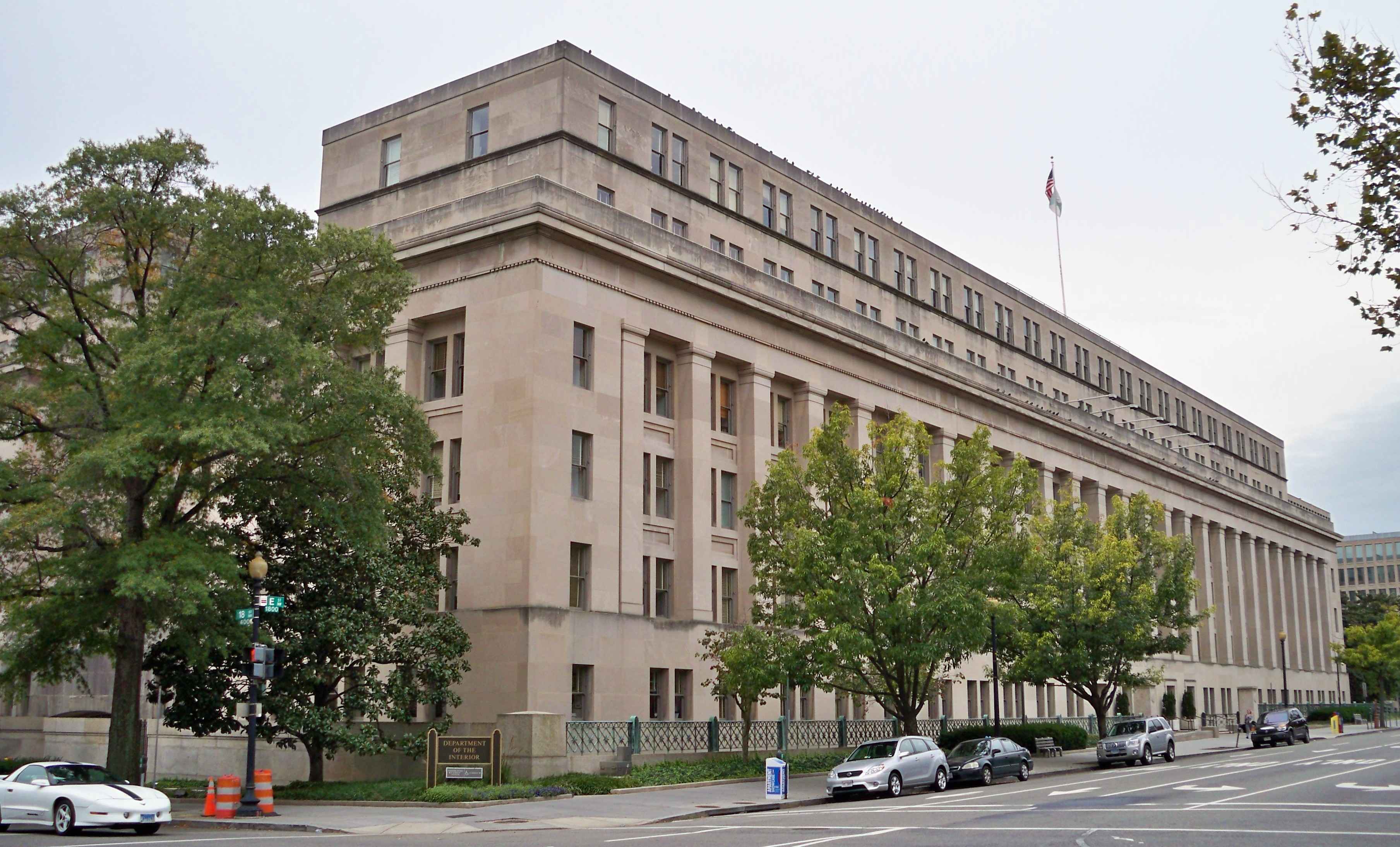
Hauptsitz des Ministeriums

- National Park Service (NPS)Hauptsitz des Ministeriums

## Liste der Innenminister
| Nr. | Abbildung | Name                             | Amtszeit                            | unter US-Präsident                      |
| --- | --------- | -------------------------------- | ----------------------------------- | --------------------------------------- |
| 1   |           | Thomas Ewing                     | 8. März 1849–22. Juli 1850          | Zachary Taylor, Millard Fillmore        |
| 2   |           | Thomas McKean Thompson McKennan  | 15. August 1850–26. August 1850     | Millard Fillmore                        |
| 3   |           | Alexander Hugh Holmes Stuart     | 14. September 1850–7. März 1853     | Millard Fillmore                        |
| 4   |           | Robert McClelland                | 8. März 1853–9. März 1857           | Franklin Pierce                         |
| 5   |           | Jacob Thompson                   | 10. März 1857–8. Januar 1861        | James Buchanan                          |
| 6   |           | Caleb Blood Smith                | 5. März 1861–31. Dezember 1862      | Abraham Lincoln                         |
| 7   |           | John Palmer Usher                | 1. Januar 1863–15. Mai 1865         | Abraham Lincoln                         |
| 8   |           | James Harlan                     | 16. Mai 1865–31. August 1866        | Andrew Johnson                          |
| 9   |           | Orville Hickman Browning         | 1. September 1866–4. März 1869      | Andrew Johnson                          |
| 10  |           | Jacob Dolson Cox                 | 5. März 1869–31. Oktober 1870       | Ulysses S. Grant                        |
| 11  |           | Columbus Delano                  | 1. November 1870–30. September 1875 | Ulysses S. Grant                        |
| 12  |           | Zachariah Chandler               | 19. Oktober 1875–11. März 1877      | Ulysses S. Grant                        |
| 13  |           | Carl Schurz                      | 12. März 1877–7. März 1881          | Rutherford B. Hayes                     |
| 14  |           | Samuel Jordan Kirkwood           | 8. März 1881–17. April 1882         | James A. Garfield, Chester A. Arthur    |
| 15  |           | Henry Moore Teller               | 18. April 1882–3. März 1885         | Chester A. Arthur                       |
| 16  |           | Lucius Quintus Cincinnatus Lamar | 6. März 1885–10. Januar 1888        | Grover Cleveland                        |
| 17  |           | William Freeman Vilas            | 16. Januar 1888–6. März 1889        | Grover Cleveland                        |
| 18  |           | John Willock Noble               | 7. März 1889–6. März 1893           | Benjamin Harrison                       |
| 19  |           | Michael Hoke Smith               | 6. März 1893–1. September 1896      | Grover Cleveland                        |
| 20  |           | David Rowland Francis            | 3. September 1896–5. März 1897      | Grover Cleveland                        |
| 21  |           | Cornelius Newton Bliss           | 6. März 1897–19. Februar 1899       | William McKinley                        |
| 22  |           | Ethan Allen Hitchcock            | 20. Februar 1899–4. März 1907       | William McKinley, Theodore Roosevelt    |
| 23  |           | James Rudolph Garfield           | 5. März 1907–5. März 1909           | Theodore Roosevelt, William Howard Taft |
| 24  |           | Richard Achilles Ballinger       | 6. März 1909–12. März 1911          | William Howard Taft                     |
| 25  |           | Walter Lowrie Fisher             | 13. März 1911–5. März 1913          | William Howard Taft                     |
| 26  |           | Franklin Knight Lane             | 6. März 1913–29. Februar 1920       | Woodrow Wilson                          |
| 27  |           | John Barton Payne                | 15. März 1920–4. März 1921          | Woodrow Wilson                          |
| 28  |           | Albert Bacon Fall                | 5. März 1921–4. März 1923           | Warren G. Harding                       |
| 29  |           | Hubert Work                      | 5. März 1923–24. Juli 1928          | Warren G. Harding, Calvin Coolidge      |
| 30  |           | Roy Owen West                    | 25. Juli 1928–4. März 1929          | Calvin Coolidge                         |
| 31  |           | Ray Lyman Wilbur                 | 5. März 1929–4. März 1933           | Herbert Hoover                          |
| 32  |           | Harold LeClair Ickes             | 4. März 1933–5. Februar 1946        | Franklin D. Roosevelt, Harry S. Truman  |
| 33  |           | Julius Albert Krug               | 18. März 1946–1. Dezember 1949      | Harry S. Truman                         |
| 34  |           | Oscar Littleton Chapman          | 1. Dezember 1949–20. Januar 1953    | Harry S. Truman                         |
| 35  |           | James Douglas McKay              | 21. Januar 1953–15. April 1956      | Dwight D. Eisenhower                    |
| 36  |           | Fred Andrew Seaton               | 8. Juni 1956–20. Januar 1961        | Dwight D. Eisenhower                    |
| 37  |           | Stewart Lee Udall                | 21. Januar 1961–20. Januar 1969     | John F. Kennedy, Lyndon B. Johnson      |
| 38  |           | Walter Joseph Hickel             | 24. Januar 1969–25. November 1970   | Richard Nixon                           |
| 39  |           | Rogers Clark Ballard Morton      | 29. März 1971–30. April 1975        | Richard Nixon, Gerald Ford              |
| 40  |           | Stanley Knapp Hathaway           | 12. Juni 1975–9. Oktober 1975       | Gerald Ford                             |
| 41  |           | Thomas Savig Kleppe              | 17. Oktober 1975–20. Januar 1977    | Gerald Ford                             |
| 42  |           | Cecil Dale Andrus                | 23. Januar 1977–20. Januar 1981     | Jimmy Carter                            |
| 43  |           | James Gaius Watt                 | 23. Januar 1981–8. November 1983    | Ronald Reagan                           |
| 44  |           | William Patrick Clark            | 18. November 1983–7. Februar 1985   | Ronald Reagan                           |
| 45  |           | Donald Paul Hodel                | 8. Februar 1985–20. Januar 1989     | Ronald Reagan                           |
| 46  |           | Manuel Lujan Jr.                 | 3. Februar 1989–20. Januar 1993     | George Bush                             |
| 47  |           | Bruce Edward Babbitt             | 22. Januar 1993–2. Januar 2001      | Bill Clinton                            |
| 48  |           | Gale Ann Norton                  | 31. Januar 2001–31. März 2006       | George W. Bush                          |
| 49  |           | Dirk Arthur Kempthorne           | 26. Mai 2006–Januar 2009            | George W. Bush                          |
| 50  |           | Kenneth Lee Salazar              | Januar 2009–April 2013              | Barack Obama                            |
| 51  |           | Sally Margaret Jewell            | April 2013–20. Januar 2017          | Barack Obama                            |
| 52  |           | Ryan Keith Zinke                 | 1. März 2017–31. Dezember 2018      | Donald Trump                            |
| 53  |           | David Longly Bernhardt           | 11. April 2019 – 20. Januar 2021    | Donald Trump                            |
| 54  |           | Deb Haaland                      | 16. März 2021 – 20. Januar 2025     | Joe Biden                               |
| 55  |           | Doug Burgum                      | seit 31. Januar 2025                | Donald Trump                            |